# Борута Ярослав Йосипович
 Борута Ярослав Йосипович (нар. 3 травня 1967, Гринівці, Тлумацького району, Івано-Франківської області) — український естрадний співак (тенор) і композитор, народний артист України, Лицар Ордена Святого Григорія Великого (висока нагорода Ватикану, що є четвертою за рангом в ієрархії папських відзнак), нагороджений Орденом Святого Рівноапостольного князя Володимира Великого ІІІ-го ступеня, Лауреат Всеукраїнської літературно-мистецької премії «Осіннє золото» ім. Дмитра Луценка, нагороджений медалями «За заслуги перед Прикарпаттям» і "Доблесть Прикарпаття", багатьма орденами і медалями громадських організацій.

## Пісенна і творча кар'єра
Борута Ярослав Йосипович свою трудову діяльність розпочав ще будучи студентом четвертого курсу Калуського культурно-освітнього училища. За рекомендацією дирекції училища у червні 1988 року, відділом культури Калуського району був призначений директором будинку культури селища Войнилів, де пропрацював до кінця липня 1989 року. Але завжди мріяв про професійну сцену.
Участь і перемоги у багатьох Міжнародних і Всеукраїнських пісенних конкурсах і фестивалях надихнула професійно займатися естрадною піснею. Зустріч з відомим українським поетом-піснярем Вадимом Крищенком виявилася для Ярослава Борути знаковою та початком написання багатьох пісень і створення популярного дуету «Лебеді кохання» (1994 рік).
Дуетом «Лебеді кохання» було записано і випущено у світ магнітоальбоми: «Лебеді кохання» (1995 рік, який розійшовся за неофіційними даними мільйонним тиражем в Україні та за її межами серед української діаспори); «Твої очі» (1997 рік); «Різдвяні колядки — 1», «Різдвяні колядки — 2», «Різдвяні колядки — 3» (1996—1998 роки), які і сьогодні активно продаються; «Збережи любов» (1998 рік), компакт-диск «Збережи любов» (1999 рік); «Червоні троянди» (магнітоальбом і компакт-диск 2001 рік); «Нові і найкращі пісні» (магнітоальбом і компакт-диск 2002 рік); «Зоряні побачення» (компакт-диск 2008 рік), «Райдуга любові» (DVD-диск 2008 рік), «Я кохаю тебе» (компакт-диск 2012 рік), «Сяй, Україно» (компакт-диск 2018 рік). Телеканал УТ-1 відзняв музичний фільм «Дуетом про кохання» (1997 рік).
Ярослав Борута як композитор-пісняр співпрацює з відомими українськими поетами-піснярами — Вадимом Крищенком, Миколою Сингаївським, Степаном Галябардою, Миколою Луківим, молодими поетами — Анатолієм Фіглюком, Марією Гоголь, Ларисою Вишинською, Наталією Коломієць, Любою Загоровською, Уляною Мандзюк… Його пісні виконують народні артисти України Надія Шестак, Іван Мацялко, заслужені артисти України Ігор Богдан, Квітослава Гіга, Ірина Зінковська і багато молодих виконавців.
Народний артист України поет Вадим Крищенко сказав: « Серед митців молодшого покоління, які сягнули всеукраїнського визнання, виділив би народного артиста України Ярослава Боруту. Він вписав своє ім'я в пісенний український літопис не лише як відомий виконавець, але і як талановитий композитор. „Лебеді кохання“, „Твої очі“, „Зустрічаймо любов“, „Зоряні побачення“ і багато інших популярних пісенних творів народилися саме від його композиторського хисту. Мені приємно, що наша спільна пісня „До маминих очей“, яку блискуче виконала народна артистка України Надія Шестак, визнана і увійшла до числа найкращих пісень про маму минулого століття. І все ж сподіваюся, що найкраща пісня Ярослава Борути ще попереду».

Галицький Шлягер 2019

23 червня 2005 року Ярослав Борута заснував Благодійну організацію "Благодійний Фонд «Мистецький храм». Крім кар'єри естрадного співака Ярослав Борута займається менеджерською та організаторською роботою з проведення в Івано-Франківську і області та інших містах України мистецьких заходів. Зокрема вже багаторазово пройшли творчі вечори поетів-піснярів Вадима Крищенка і Степана Галябарди за участю зірок української естради, проведено ряд концертів і фестивалів серед дітей і студентської молоді. Ярослав Борута є засновником і організатором Міжнародного благодійного дитячого фестивалю «Мистецький храм» для дітей соціально-незахищених категорій, який 18-19 грудня 2019 року вдванадцяте  відбувся в м. Івано-Франківську, та засновником і організатором телевізійного фестивалю «Всеукраїнська народна пісенна премія «Галицький шлягер» серед професійних виконавців, композиторів і поетів, який з травня 2013 року щорічно (два відбіркові тури і гала-концерт) відбувається в містах України (Івано-Франківськ, Львів, Тернопіль). З травня 2019 року заснував і організовує телевізійний фестиваль «Всеукраїнська народна пісенна премія «Галицький шлягер Діти».
Ярослав Борута у 2006 році був одним із організаторів і учасником благодійних концертів зі збору коштів на будівництво Патріаршого греко-католицького собору в місті Києві.
Пісні Ярослава Борути як виконавця і композитора постійно звучать у різних програмах Національної радіокомпанії України, обласних і регіональних телерадіокомпаніях та FM- станціях.
В даний час Ярослав Борута активно концертує в Україні і за кордоном (США, Канада, Англія, Італія, Ірландія, Бельгія, Чехія, Хорватія, Румунія), організовує мистецькі заходи, пише і записує нові пісні.

## Нагороди
- Народний артист України (27 червня 2015) — за значний особистий внесок у державне будівництво, соціально-економічний, науково-технічний, культурно-освітній розвиток України, вагомі трудові здобутки та високий професіоналізм[1]
- Заслужений артист України (19 серпня 1997) «За вагомі особисті здобутки у праці, високу професійну майстерність та з нагоди шостої річниці незалежності України».
- За вагомий внесок у розбудову церкви та благодійну діяльність Папою Римським Бенедиктом XVI нагороджений Лицарським Орденом Святого Григорія Великого (Ватикан, 10 серпня 2007)[2].
- Нагороджений Орденом Святого Рівноапостольного князя Володимира Великого ІІІ-го ступеня (2015 рік).
- Нагороджений грамотою Верховного Архиєпископа Києво-Галицького Любомира Гузара (2007 рік).
- Лауреат Всеукраїнської літературно-мистецької премії імені Дмитра Луценка «Осіннє золото» як композитор і виконавець (2008 рік).
- Нагороджений медаллю «За заслуги перед Прикарпаттям» (2012 рік).
- Нагороджений медаллю "Доблесть Прикарпаття" (2025 рік).
- Лауреат Міжнародного фестивалю сучасної української естрадної пісні «Пісенний вернісаж — 95»(1996 рік, місто Київ) як композитор і виконавець пісні «Лебеді кохання».
- Лауреат Міжнародного фестивалю сучасної української естрадної пісні «Пісенний вернісаж-97» (1998 рік, місто Київ).
- Лауреат Міжнародного пісенного фестивалю «Доля» (1992 рік, місто Чернівці).
- Лауреат Міжнародного фестивалю мистецтв «Рось — 96»(1996 рік м. Київ).
- Лауреат Міжнародного фестивалю-конкурсу української пісні «Золоті трембіти» (1996 рік, місто Івано-Франківськ).
- Лауреат Першого Всеукраїнського конкурсу солістів-вокалістів «Надія» (1992 рік, місто Київ).
- Лауреат молодіжного фестивалю-конкурсу сучасної музики «Зірки Прикарпаття-92» (1992 рік м. Івано-Франківськ).
- Дипломант Першого Міжнародного конкурсу молодих виконавців української естрадної пісні імені Володимира Івасюка (1993 рік, місто Чернівці).
- Переможець радіоконкурсу «Пісня року» Національної радіокомпанії України — номінація «композитор» (1996 рік м. Київ).
- Подяка Міського голови Івано-Франківська за вагомий особистий внесок у розвиток музичного мистецтва на Прикарпатті (2006 рік).
- Ім'я Ярослава Борути занесено у довідково-біографічні видання «Хто є хто на Івано-Франківщині видатні земляки»(2002 р.), та «Новітня історія України ГАЛИЧИНА»(2006 р.), довідково-енциклопедичне видання «Державні нагороди України. Кавалери та лауреати»(2009 р.), (2016 р.), (2019 р.). Книга «Золотий фонд нації, Vivat, Україно» (2018 р.). Книга «Золотий фонд нації, Ювіляри України» (2020 р.).